# معالجة الدوبامين
معالجة الدوبامين هي عملية تنظيم مستويات الناقل العصبي، الدوبامين من خلال استخدام ناهضات الدوبامين، أو مناهضاته. وقد اُستخدِمت مُعالجة الدوبامين في علاج الاضطرابات التي تتميز باختلال مستويات الدوبامين.
المعالجة المعاوِضة للدوبامين هي علاجٌ فعَّال للمصابين بنقص مستويات الدوبامين. غالبًا ما تُستخدم ناهضات الدوبامين، وهي مُركبات تُنَشِّط مستقبلات الدوبامين في غياب الرُبيطة الفسيولوجية للمستقبِل، والناقل العصبي، الدوبامين في تلك المعالجة. وقد ثبت أن المعالجة المعاوِضة للدوبامين تُقَلِّل من أعراض مرض الباركنسون.
تلعب عملية تنظيم الدوبامين دورًا حيويًّا في الصحة النفسية والبدنية للبشر. وتجتمع العصبونات التي تحتوي على الدوبامين في منطقة الدماغ المتوسط، في منطقة تُسمى المادة السوداء